# Koro (Mali)
Koro ist eine Siedlung und Gemeinde in der Region Mopti in Mali. Die Gemeinde hat eine Fläche von etwa 1609 Quadratkilometern und umfasst die Stadt und umliegende Dörfer. Bei der Volkszählung 2009 hatte die Gemeinde 81.643 Einwohner. Koro ist die Hauptstadt des gleichnamigen Kreises. Koro ist der erste größere Ort an der Straße, die Mali mit der Grenze zu Burkina Faso (und der dortigen Nationalstraße 2) verbindet.

## Bevölkerung
In Koro wird die Sprache Jamsay Dogon gesprochen. Neben den Dogon leben auch einige Burkinabé in Koro. Es gibt einen wöchentlichen Samstagsmarkt. Fulani-Hirten und Dogon-Bauern unterzeichneten am 12., 22. und 24. Januar 2021 drei humanitäre Abkommen zur Beendigung der anhaltenden Kämpfe um Land und Wasser in Koro.

## Einwohnerentwicklung
Die folgende Übersicht zeigt die Einwohnerzahlen nach dem jeweiligen Gebietsstand seit der Volkszählung 1998.
| Jahr          | Einwohner |
| ------------- | --------- |
| 1998 (Zensus) | 41.802    |
| 2009 (Zensus) | 63.341    |